# المكعب (برج)
المكعّب هو مشروع معماري مقترح لبناء ناطحة سحاب عملاقة على شكل مكعب بارتفاع 400 متر في حي القيروان بالرياض، المملكة العربية السعودية، أحد الأحياء الخمسة للتطوير العقاري المخطط له في مشروع المربع الجديد، الذي تم إطلاقه في فبراير 2023. تصميم المربع وتصميم المكعب مستوحى من قصر المربع.ومتوقع انتهاء الأعمال 2030

## معلومات
تم الإعلان عن هذا المشروع الهائل من قبل ولي العهد الأمير محمد بن سلمان في 16 فبراير 2023.
سيحتوي التصميم الداخلي كما هو مخطط له حالياً على تقنيات افتراضية ورقمية وأحدث التقنيات في التصوير المجسم التي تهدف إلى جعل المشاهدين يشعرون كما لو كانوا في حقب وأزمنة وأماكن مختلفة. سيحتوي التصميم الداخلي أيضاً على برج دوار لمنصات المراقبة والمطاعم، والتي ستنطلق منها العروض التقنية.
من المقرر أن يكون المكعب في وسط مدينة عملاقة جديدة تم بناؤها داخل العاصمة السعودية الرياض تسمى المربع الجديد. وسيكون المكعب أكبر مبنى فردي في العالم بمساحة أرضية داخلية تبلغ حوالي 2 مليون متر مربع.
تتولى شركة تطوير المربع الجديدة تنفيذ المشروع، التي يرأس ولي العهد الأمير محمد بن سلمان مجلس إدارتها، ويعمل فيها مايكل دايك رئيساً تنفيذياً.
من المفترض أن يبلغ ارتفاع المكعب 400 متر (1302 قدم) وعرضه 400 متر (1302 قدم) وطوله 400 متر (1302 قدم) على كل جانب من جوانبه الأربعة. يعد مشروع المكعب جزءاً من مشروع رؤية السعودية 2030. تصميم المبنى مستوحى من الطراز المعماري النجدي الحديث. سيضم المكعب حديقة على السطح الخارجي. كما سيضم أكثر من 80 منطقة ترفيهية وثقافية لأكثر من 420,000 نسمة وغيرهم من الزوار.
تعرض التصميم لبعض الانتقادات بسبب تشابهه مع الكعبة المشرفة في المسجد الحرام في مكة المكرمة.

## التصميم
- صمم برج المكعب لتحقيق خيارات تجارية وثقافية وسياحية، ويضم وحدات سكنية وفندقية، ومساحات تجارية ومرافق ترفيهية، وتظهر على قمة برج المكعب قاعدة حلزونية.
- استوحي تصميمه من الطراز المعماري النجدي باستخدام أحدث التقنيات والصور الإبداعية المجسمة لخلق تجربة فريدة بحيث يكون برج المكعب أحد عجائب الابتكار والتصميم.[19]

## الإنجاز
في مايو 2024م صرح سلمان الحبيس المدير التنفيذي لإدارة الإنشاءات في المربع الجديد بتحقق تقدم كبير في وضع أساس مبنى برج المكعب، وذكر أنه "تم حفر أكثر من 5 ملايين متر مكعب"، وأشار إلى التوجه القوي في مراحل البناء، وإلى استقطاب المستثمرين للمشروع.

## روابط خارجية
- الموقع الرسمي